# Туна китайская
Туна китайская, или Цедрела китайская (лат. Toona sinensis) — вид листопадных деревьев семейства Мелиевые, произрастающих в Восточной, Юго-Восточной и Южной Азии. Известна также под названием китайское махагони (англ. Chinese Mahogany).

## Распространение и экология
Встречается в Китае, в провинциях: Аньхой, Ганьсу, Гуандун, Гуанси, Гуйчжоу, Сицзан, Сычуань, Фуцзянь, Хубэй, Хунань, Хэбэй, Хэнань, Цзянси, Цзянсу, Чжэцзян, Шэньси, Юньнань. Также встречается в Бутане, Индии, Индонезии, Лаосе, Малайзии, Мьянме, Непале, Таиланде.
Произрастает в первичных горных лесах, особенно на крутых склонах холмов и на открытых склонах, иногда вблизи ручьёв. Также встречается в оврагах, в смешанных или вторичных лесах на нарушенных участках. В горы поднимается на высоты до 2900 м.
Обладает невысокой теневыносливостью и средней засухоустойчивостью. Морозостойкость соответствует USDA-зоне 6 или 5.

## Ботаническое описание

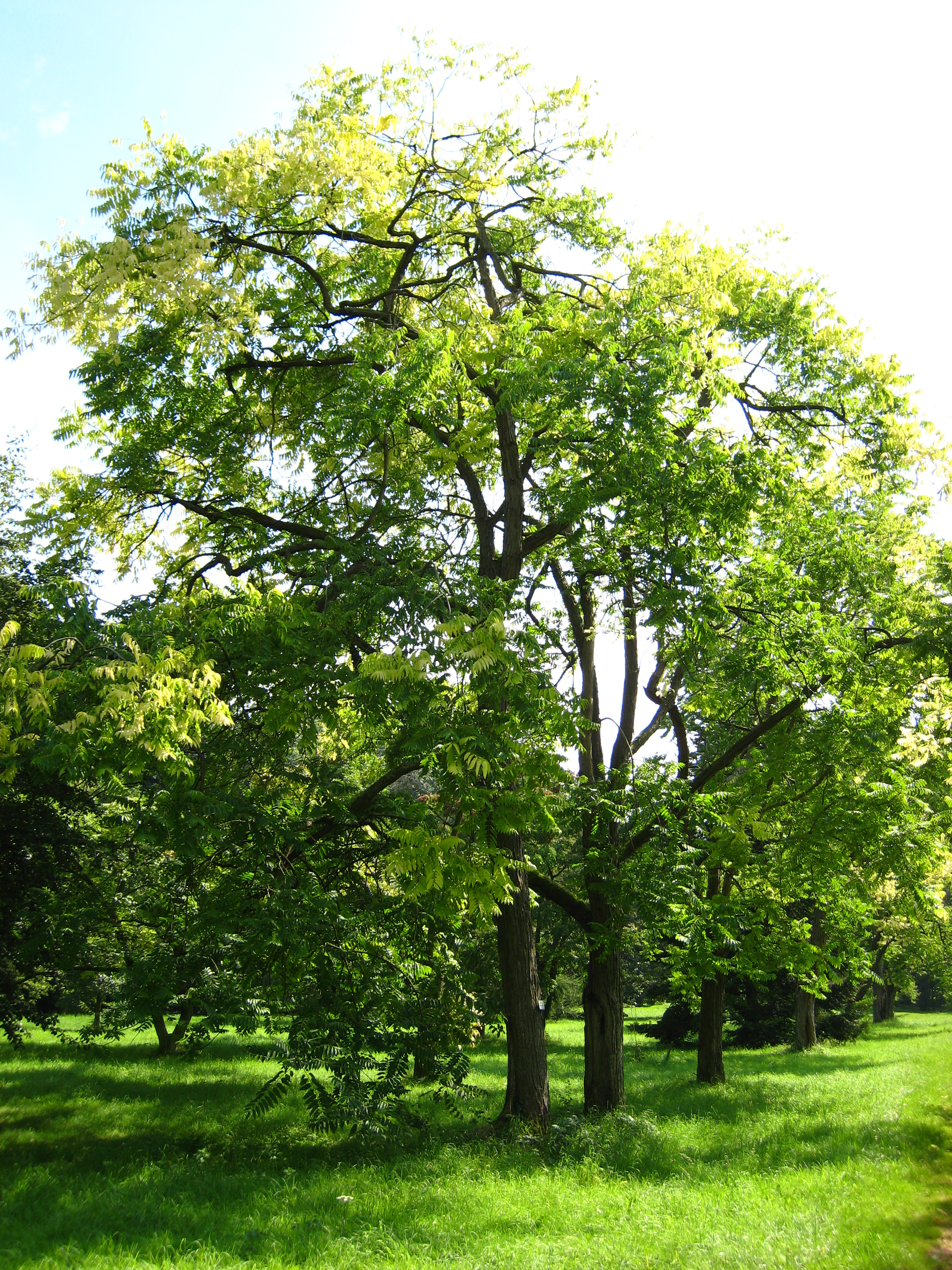
Внешний вид дерева туны китайской

Листопадное дерево высотой 20—40 м со стволом диаметром до 1,5 м.
Кора серого или тёмно-коричневого цвета, трещиноватая.
Листья парноперистые, опушённые или голые, длиной 30—120 см, состоят из 16—40 ланцетных листочков с зубчатым краем и красноватого черешка. Молодые листья красновато-коричневые, ароматные. Осенние листья жёлтые.
Цветки однополые, 5-членные, ароматные, белого или розового цвета, собраны в поникающие метельчатые соцветия. Растение однодомное. Лепестки имеют длину 3—4 мм, чащелистики — длину 0,5—1 мм. Мужские цветки содержат только тычинки, женские — пестик и стаминодии. Пестик образован 5 плодолистиками, в каждом из которых имеется до 6 семязачатков. Цветение происходит в мае—октябре.
Плоды представляют собой коробочки длиной 1,5—3 см, коричневого цвета в созревшем состоянии. Семена крылатые. Плодоношение происходит в августе—январе.
Число хромосом: 2n = 52.

## Значение и применение
По декоративным качествам в летнее и осеннее время туна очень близка к айланту высочайшему, имеющему столь же крупные перистые листья. Соцветия в большей степени заметны на дереве, чем у айланта, а плоды, наоборот, выделяются значительно слабее. Осенью листья и айланта, и туны приобретают обычно жёлтый окрас. В весеннее же время, во время роспуска листьев, туна зачастую выглядит значительно декоративнее айланта из-за красного цвета молодой листвы. Исключительной декоративностью обладает сорт 'Flamingo', листья которого имеют на роспуске бело-розовый окрас.
Молодые листья туны используются в Китае, в Малайзии и некоторых других странах в пищу в качестве овощей. Они имеют луковый аромат и в основном используются для приготовления пасты, которую добавляют в различные блюда.
Растение имеет медицинские применения. Кора используется как вяжущее и очищающее средство, измельчённый корень — как освежающее и мочегонное средство, а листья — как ветрогонное средство.
Древесина туны красного цвета, прочная, легко обрабатывается, на спиле пахнет чесноком или перцем. Напоминает породы деревьев из группы махогани, что не случайно, поскольку все они относятся к одному семейству. Идёт на изготовление мебели, ситовых обручей, оконных рам, используется при строительстве мостов. Благодаря своему аромату, может сжигаться в храмах как благовония.

## Фотографии
|                                                                           |  |  |  |  |  |
| Слева направо: кора, листья, цветки, незрелые плоды, зрелые плоды, семена |  |  |  |  |  |